# Tephrina indotata
Tephrina indotata är en fjärilsart som beskrevs av Walker 1862. Tephrina indotata ingår i släktet Tephrina och familjen mätare. Inga underarter finns listade i Catalogue of Life.